# Deutschland-Rundfahrt 1980
| Endstand nach der 6. Etappe |                      |                          |
| Sieger                      | Gregor Braun         | 35:16:53 h (37,799 km/h) |
| Zweiter                     | Tommy Prim           | + 4:13 min               |
| Dritter                     | Marino Lejarreta     | + 6:31 min               |
| Vierter                     | Jostein Wilmann      | + 6:59 min               |
| Fünfter                     | Fedor den Hertog     | + 11:11 min              |
| Sechster                    | Alberto Fernández    | + 12:57 min              |
| Siebter                     | Claudio Torelli      | + 13:48 min              |
| Achter                      | Alf Segersäll        | + 14:06 min              |
| Neunter                     | Eduardo Chozas       | + 14:18 min              |
| Zehnter                     | Ad Van Peer          | + 14:36 min              |
| Punktewertung               | Werner Devos         | 26 P.                    |
| Zweiter                     | Horst Schütz         | 17 P.                    |
| Dritter                     | Hans Hindelang       | 13 P.                    |
| Bergwertung                 | Tommy Prim           | 7 P.                     |
| Zweiter                     | Gregor Braun         | 7 P.                     |
| Dritter                     | Ronan De Meyer       | 6 P.                     |
| Teamwertung                 | Bianchi-Piaggio      | 106:08:21 h              |
| Zweiter                     | Teka                 | + 14:37 min              |
| Dritter                     | Deutschlandtour-Team | + 19:31 min              |

Die Deutschland-Rundfahrt 1980, ein Etappenrennen im Straßenradsport, wurde vom 4. bis 10. August 1980 ausgetragen. Sie führte von Bielefeld über 1.333,6 Kilometer nach München. Bei einem Prolog, der ein Einzelzeitfahren war, gab es sieben weitere Etappen.
Es gingen 90 Fahrer in zwölf internationalen Radsportteams (davon sieben deutsche) und zwei weiteren gemischten Teams an den Start. Das Ziel erreichten 72 Starter, wobei der Sieger die Distanz mit einem Stundenmittel von 37,799 km/h zurücklegte.
Wie im Vorjahr ging der Sieg wieder an einen Deutschen. Diesmal war Gregor Braun der Sieger. Werner Devos aus Belgien gewann die Punktewertung, während der im Gesamtklassement auf Platz zwei liegende Schwede Tommy Prim in der Bergwertung Braun knapp schlagen konnte und diese gewann.

## Etappen
| Etappen       | Tag        | Start – Ziel                    | km        | Etappensieger      | Gesamterster       |
| ------------- | ---------- | ------------------------------- | --------- | ------------------ | ------------------ |
| Prolog        | 4. August  | Bielefeld                       | 7,5 (EZF) | Knut Knudsen       | Knut Knudsen       |
| 1. Etappe     | 5. August  | Bielefeld – Stadtlohn           | 216       | Roger De Vlaeminck | Roger De Vlaeminck |
| 2. Etappe     | 6. August  | Stadtlohn – Köln                | 158       | Roger De Vlaeminck | Roger De Vlaeminck |
| 3. Etappe     | 7. August  | Köln – Frankfurt am Main        | 218       | Roger De Cnijff    | Gregor Braun       |
| 4. Etappe     | 8. August  | Frankfurt am Main – Baden-Baden | 235       | Willy Teirlinck    | Gregor Braun       |
| 5. Etappe (a) | 9. August  | Baden-Baden – Stuttgart         | 160       | Ángel Arroyo       | Gregor Braun       |
| 5. Etappe (b) | 9. August  | Stuttgart – Aalen               | 87        | Edoardo Chozas     | Gregor Braun       |
| 6. Etappe     | 10. August | Aalen – München                 | 217       | Ronan De Meyer     | Gregor Braun       |